# البقاء على قيد الحياة (أغنية)
البقاء على قيد الحياة (بالإنجليزية: Stayin' Alive)‏ عنوان أغنية ديسكو لفرقة بي جيز من أغاني فيلم حمى ليلة السبت.
أطلقت الأغنية في 13 ديسمبر سنة 1977، ولاقت نجاحاً منقطع النظير، وبذلك تعد هذه الأغنية من الأغاني الخالدة لفرقة بي جيز؛ وهي أيضاً من أفضل 500 أغنية باللغة الإنجليزية في كل العصور حسب تقييم رولينغ ستون.